# 意大利城邦
意大利城邦是历史上在意大利半岛、西西里岛等邻近岛屿存在過的一些小型国家或者独立实体。文艺复兴和近代资本主义发源于中世纪的意大利城邦，在它们之中诞生了航运、金融、會計、大學、常设使节等近现代生活方式。

## 中世纪城邦
在西罗马帝国陷落后，意大利城市普遍比西欧其他地区享有更大的独立性。其中许多城镇都是由古伊特鲁里亚人和古罗马人建立的，並且在罗马帝国時代以後中保存了下来。罗马的共和制度也一併得到保留。一些封建领主因有大量土地與奴隶劳工也持續留存著。很多城市，包括威尼斯、佛罗伦萨、热那亚、比萨、锡耶纳、卢卡、克雷莫纳和许多其他国家都已经成为大型贸易都市，因此能从他们形式上的君主中独立出来。